# プラトー県 (ベナン)
プラトー県（プラトーけん、フランス語: Département du Plateau）はベナン南東部の県。県都はポベ。「プラトー」はフランス語で「台地」「高原」という意味。
2013年国勢調査の人口は62万2,372人、面積は3,264km2、人口密度は191人/km2。

## 地理
東をナイジェリアと接する。
- 北： ボルグー県
- 東： オグン州
- 南： ウェメ県
- 西： ズー県

## 歴史
1999年1月15日、南のウェメ県から分離、新設された。

## 自治体

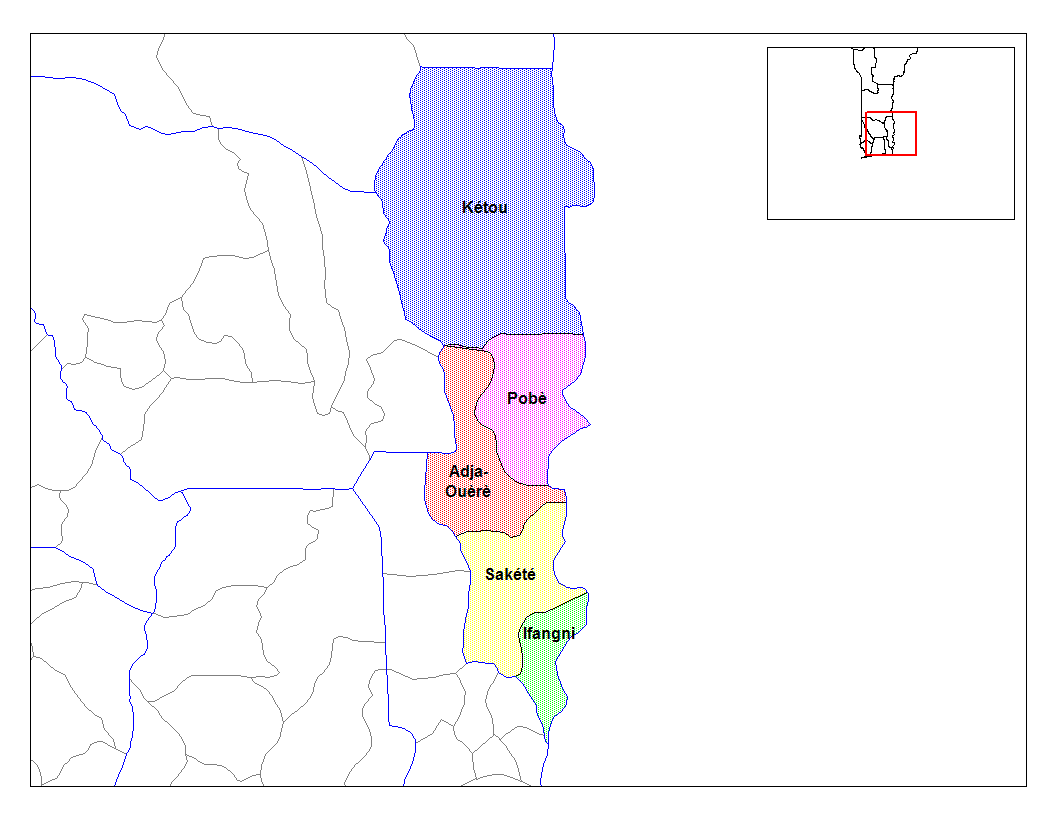
プラトー県内の自治体

プラトー県は5つのコミューン（基礎自治体、市）に区分される。
- アジャ＝ウエレ（フランス語版） (Adja-Ouèrè)
- イファニ（フランス語版） (Ifangni)
- ケトゥ（フランス語版） (Kétou)
- ポベ (Pobè)
- サケテ (Sakété)